# Bundesstraße 216
De Bundesstraße 216 (ook wel B216) is een bundesstraße in de Duitse deelstaat Nedersaksen. 
De B216 begint bij Lüneburg, verder via het dorp Dahlenburg, om te eindigen in Dannenberg. De B216 is ongeveer 49 km lang.

## Routebeschrijving
De B216 Begint in Lüneburg op een afrit Lüneburg-Neuhagen-Süd van de B4/B209 en loopt via Barendorf, langs Dahlenburg en Göhrde naar Dannenberg waar de B248a aansluit. De B216 eindigt in Dannenberg op en kruising met de B191. 
B1 · B3 · B3n · B4 · B5 · B6 · B6n · B27 · B51 · B61 · B64 · B65 · B68 · B69 · B70 · B71 · B72 · B73 · B74 · B74n · B75 · B79 · B80 · B82 · B83 · B188 · B190n · B191 · B195 · B207 · B209 · B210 · B211 · B212 · B213 · B214 · B215 · B216 · B217 · B218 · B238 · B239 · B240 · B241 · B242 · B243 · B243a · B244 · B245a · B247 · B248 · B322 · B401 · B402 · B403 · B404 · B408 · B431 · B433 · B434 · B435 · B436 · B437 · B438 · B439 · B440 · B441 · B442 · B443 · B444 · B445 · B446 · B447 · B461 · B475 · B482 · B490 · B493 · B494 · B495 · B496 · B497 · B524 · B530